# 1976 في العراق
فيما يلي قوائم الأحداث التي وقعت خلال عام 1976 في العراق.

## سياسة

### تعيين في المنصب
- 1 يناير – رياض إبراهيم وزير الصحة (العراق).

### انتهاء فترة المنصب
- 1 يناير – عزت مصطفى العاني وزير الصحة (العراق).

## مواليد

### يناير
- 1 يناير – سرمد السامرائي
- 1 يناير – فيان سورا رسامة من الولايات المتحدة الأمريكية.

### مارس
- 1 مارس – حمزة حسين مُجدّف عراقي.

### أبريل
- 1 أبريل – مؤيد سليم لاعب كرة قدم أردني.

### يونيو
- 1 يونيو – أبو ماريا القحطاني شخصية عراقية وقائد مجلس الشورى في جبهة النصرة.
- 7 يونيو – أطوار بهجت صحفية عراقية.

### يوليو
- 1 يوليو – أحمد كاظم عصاد لاعب كرة قدم عراقي.
- 1 يوليو – ميس كمر ممثلة عراقية.

### أغسطس
- 25 أغسطس – حيدر عبد الجبار لاعب كرة قدم عراقي.

### نوفمبر
- 13 نوفمبر – كنزة بريغا ممثلة فرنسية.

### ديسمبر
- 21 ديسمبر – عبد الوهاب أبو الهيل لاعب كرة قدم عراقي.

## وفيات

### يناير
- 1 يناير – نجم الدين الواعظ (مواليد 1880) فقيه وداعية إسلامي.
- 27 يناير – عبد الإله حافظ (مواليد 1895)

### فبراير
- 6 فبراير – عبد الغني الخضري (مواليد 1907)
- 23 فبراير – علي الهاشمي (مواليد 1908) كاتب وشاعر عراقي.
- 29 فبراير – نديم الباجه جي (مواليد 1914) دبلوماسي عراقي.

### أكتوبر
- 24 أكتوبر – أحمد مختار بابان (مواليد 1900) سياسي عراقي.